# Chartchai Chionoi

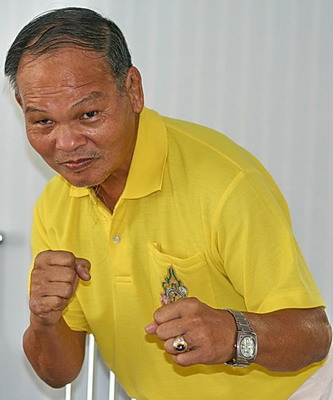
Chartchai Chionoi (2006)

Chartchai Chionoi (* 10. Oktober 1942 in Bangkok, Thailand; † 21. Januar 2018) war ein thailändischer Boxer im Fliegengewicht.

## Profikarriere

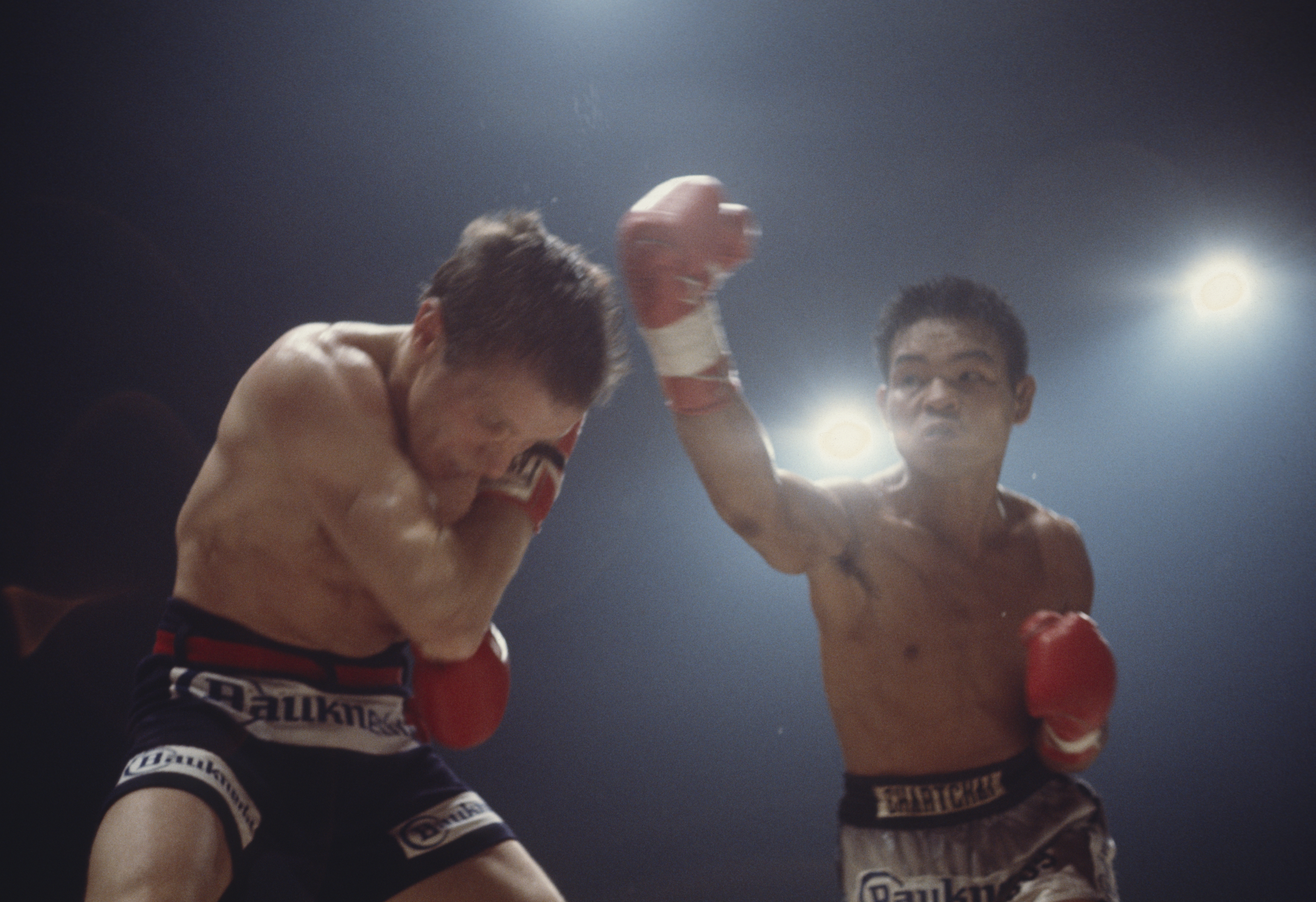
Chartchai Chionoi (rechts) gegen Fritz Chervet, 1974 im Hallenstadion Zürich

Ende Dezember 1966 trat er gegen Walter McGowan um den WBC-Weltmeistertitel an und siegte durch technischen K.o. in Runde 9. Diesen Gürtel verteidigte er insgesamt zweimal und verlor ihn am 8. Juni 1968 an Eduardo Raton Mojica nach Punkten. 
Allerdings errang er diesen Titel durch einen einstimmigen Punktsieg gegen Bernabe Villacampo im November desselben erneut. Diesmal verlor er ihn bereits in seiner ersten Titelverteidigung an Efren Torres am 23. Februar 1969.
Im Mai 1973 eroberte er zudem den vakanten WBA-Weltmeistergürtel, als er Fritz Chervet durch technischen K. o. in Runde 5 schlug. Am 18. Oktober des darauffolgenden Jahres verlor er den Titel an Susumu Hanagata durch T.K.o. in Runde 6.